# 1989年の全日本スポーツプロトタイプカー耐久選手権
1989年の全日本スポーツプロトタイプカー耐久選手権は、1989年3月12日に富士スピードウェイで開幕し、12月3日延期開催の鈴鹿サーキットで閉幕するまで全5戦で争われた。WSPC・日本ラウンドが富士から鈴鹿に移り全日本タイトルが外れたため、前年より1戦減少した。

## 開催カレンダー
| 開催日  | 開催地 | イベント名                   | 優勝 | 優勝                                                              | PP | PP                                                        |
| 開催日  | 開催地 | イベント名                   | #    | ドライバー - 周回数 / 車種                                        | #  | ドライバー - タイム / 車種                                |
| 3月12日 | 富士   | 全日本富士500km              | 27   | ハラルド・グロース 中谷明彦 112周 / ポルシェ・962C                | 36 | ジェフ・リース 1分16秒141 / トヨタ・89C-V                 |
| 4月30日 | 富士   | 全日本富士1000km             | 55   | バーン・シュパン エイエ・エリジュ 松本恵二 224周 / ポルシェ・962C | 24 | 長谷見昌弘 1分17秒293 / 日産・R88C                        |
| 7月23日 | 富士   | 全日本富士500マイル          | 16   | 関谷正徳 岡田秀樹 179周 / ポルシェ・962C                          | 24 | 長谷見昌弘 1分18秒168 / 日産・R89C                        |
| 12月3日 | 鈴鹿   | インターナショナル鈴鹿1000km | 25   | 高橋国光 スタンレー・ディケンズ 171周 / ポルシェ・962C            | 36 | ジェフ・リース 1分52秒586 / トヨタ・89C-V                 |
| 10月8日 | 富士   | インターチャレンジ富士1000km | 38   | 小河等 パオロ・バリッラ 135周 / トヨタ・89C-V                     | 50 | ローランド・ラッツェンバーガー 1分20秒076 / トヨタ・89C-V |

- 台風のため、8月27日に決勝予定の第4戦が12月3日に延期。予選結果は8月のものが有効とされた。

## 主なエントリー
| No. | マシン                               | ドライバー                                                                                         | エントラント                                   | タイヤ |
| --- | ------------------------------------ | -------------------------------------------------------------------------------------------------- | ---------------------------------------------- | ------ |
| 6   | ポルシェ・962C                       | ジーザス・パレハ ウォルター・ブルン コスタス・ロス                                                 | ジ・アルファ・レーシングwithブルン             | Y      |
| 7   | ポルシェ・962C                       | オスカー・ララウリ ウォルター・ブルン マウリシオ・サンドロ・サラ                                   | ジ・アルファ・レーシングwithブルン             | Y      |
| 8   | ポルシェ・962C                       | アンリ・ペスカロロ ジャン＝ルイ・リッチ                                                            | ヨースト・レーシング                           | G      |
| 9   | ポルシェ・962C                       | ボブ・ウォレク フランク・イェリンスキー                                                            | ヨースト・レーシング                           | G      |
| 16  | ポルシェ・962C                       | 関谷正徳 岡田秀樹                                                                                  | レイトンハウス・レーシングチーム               | B      |
| 20  | ポルシェ・962C                       | ティム・リー・デイヴィー デサイア・ウィスソン                                                      | チーム・デイヴィー                             | D      |
| 22  | ポルシェ・962C                       | 長坂尚樹 戸谷千代三 ジョバンニ・ラバッジ                                                           | アルファキュービック・レーシングチーム         | B      |
| 23  | 日産・R88C 日産・R89C                | 星野一義 鈴木利男                                                                                  | ニッサン・モータースポーツ・インターナショナル | B D    |
| 24  | 日産・R88C 日産・R89C                | 長谷見昌弘 アンデルス・オロフソン                                                                  | ニッサン・モータースポーツ・インターナショナル | B D    |
| 25  | ポルシェ・962C                       | 高橋国光 スタンレー・ディケンズ                                                                    | アドバンアルファノバ                           | Y      |
| 26  | ポルシェ・962C                       | 高橋健二 茂木和男                                                                                  | アドバンアルファ東名                           | Y      |
| 27  | ポルシェ・962C                       | 中谷明彦 ハラルド・グロース                                                                        | フロムAレーシング                              | B      |
| 33  | ポルシェ・962C                       | マーティン・ドネリー ジョニー・ハーバート                                                          | 武富士レーシングチーム                         | D      |
| 36  | トヨタ・89C-V                        | ジェフ・リース 小河等 ロス・チーバー                                                               | トヨタ・チーム・トムス                         | B      |
| 37  | トヨタ・89C-V                        | パオロ・バリッラ 小河等 ジョニー・ダンフリース                                                     | トヨタ・チーム・トムス                         | B      |
| 50  | トヨタ・89C-V                        | ローランド・ラッツェンバーガー 鈴木恵一 デビッド・シアーズ 佐藤浩二 ジャン＝ピエール・ジャブイーユ | ティノラス・トヨタ・サード・レーシング         | D      |
| 55  | ポルシェ・962C                       | バーン・シュパン エイエ・エリジュ 松本恵二                                                         | オムロン・レーシングチーム                     | D      |
| 85  | マーチ・88G/日産                     | 和田孝夫 森本晃生                                                                                  | キャビン・レーシングチームwithルマン           | Y      |
| 88  | ブリティッシュバーン・BB89R/フォード | 米山二郎 見崎清志 福山英朗                                                                         | ブリティッシュバーン・レーシングチーム         | D      |
| 100 | ポルシェ・962C                       | ジョージ・フーシェ スティーブン・アンドスカー                                                      | トラスト                                       | D      |
| 201 | マツダ・767 マツダ・767B             | 従野孝司 太田哲也 片山義美 寺田陽次郎 ピエール・デュドネ                                           | マツダスピード                                 | D      |
| 202 | マツダ・767B                         | 片山義美 寺田陽次郎 従野孝司 デビッド・ケネディ                                                    | マツダスピード                                 | D      |
| 230 | マツダ・757                          | 白鳥哲司 藤井修二 鈴木政作                                                                         | 静マツレーシング                               | D      |
| 240 | マツダ・757                          | 織田一彦 野上敏彦 粕谷俊二 小倉善行 水谷敬一 吉川とみ子                                            | カタヤマレーシング                             | D      |